# Piet Richard Cieraad
Piet Richard Cieraad (Laren, 3 december 1921 - Naarden, 20 juni 2004) was een Nederlandse SD-agent en lid van de NSB tijdens de Tweede Wereldoorlog. Hij was vooral actief in de regio Zwolle. Tijdens de oorlog was hij betrokken bij 72 arrestaties door de SD waarbij tien mensen omkwamen. Ook is hij de lijfwacht van NSB-leider Anton Mussert geweest.
Na de oorlog werd hij op 1 november 1946 veroordeeld tot de doodstraf. In maart 1947 werd dit doodvonnis in cassatie herzien De straf werd daarna omgezet in een levenslange gevangenisstraf, hij werd echter halverwege de jaren vijftig vrijgelaten. In 1971 diende hij een verzoek in om zijn kiesrecht terug te krijgen, dat hem was afgenomen vanwege zijn collaboratie.

## Publicaties
- Paul van de Water: In dienst van de nazi's. Gewone mensen als gewelddadige collaborateurs. Uitgeverij Omniboek, Utrecht, 2020. ISBN 978-9401916097